# Góc tấn

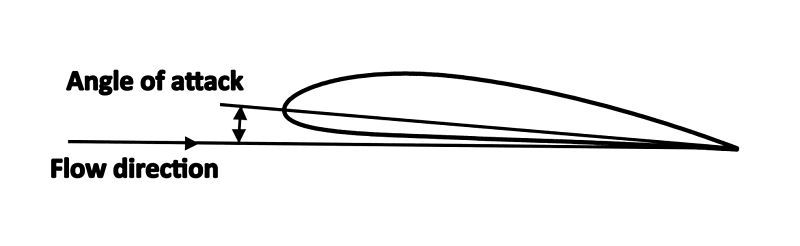
Góc tấn (angle of attack) và hướng dòng khí (flow direction) của cánh máy bay

Góc tấn (tiếng Nga: угол атаки, tiếng Anh: angle of attack; ký hiệu: AOA, α, hay {\displaystyle \alpha }) là góc giữa hướng của vectơ vận tốc dòng khí (hoặc chất lỏng) và trục hướng dọc đặc trưng trên vật thể. Ví dụ, đối với cánh máy bay thì đó là dây cung cánh (nối điểm đầu và cuối trên tiết diện ngang của cánh), đối với máy bay – trục dọc thân máy bay, đối với đạn hoặc tên lửa – trục đối xứng.
Góc tấn của các thiết bị bay – góc giữa dây cung cánh máy bay và vectơ chiếu của vận tốc V trên mặt phẳng OXY của hệ tọa độ gắn (hệ tọa độ gắn với máy bay: OX – dọc thân, OY – hướng lên trên, OZ – hướng sang phải). Chúng ta coi góc tấn có giá trị dương, nếu hình chiếu của V lên trục OY có dấu âm.
Đối với máy bay đang trong quá trình bay, việc tăng vận tốc và góc tấn dẫn đến tăng lực nâng ở cánh. Đồng thời khi tăng góc tấn cũng kéo theo sự tăng lực cản cảm ứng. Việc chỉnh độ cao (trong trường hợp tăng độ cao lên) bằng cách tăng góc tấn mà không tăng lực kéo của động cơ là một sai lầm phổ biến trong tập luyện bay. Nó có thể dẫn đến việc ngắt dòng khí, và giảm đột ngột lực nâng, dễ dẫn đến tai nạn.